# Olle Nordin
Olle Nordin (* 23. November 1949 in Delary, Småland) ist ein ehemaliger schwedischer Fußballnationalspieler, der derzeit als Trainer tätig ist.

## Laufbahn

### Spielerkarriere
Nordin begann mit dem Fußballspielen bei Delary IF. Über Älmhults IF, wo er 1966 bis 1969 spielte, gelangte er zu seiner ersten Profistation IFK Norrköping. Nach fünf Spielzeiten wechselte er zu IFK Sundsvall. Hier blieb er zwei Jahre und ging im Januar 1977 zu IFK Göteborg. 1979 gelang der Gewinn des Svenska Cupen, ein Jahr später beendete er seine aktive Laufbahn.
Zwischen 1970 und 1979 trug Nordin 19 Mal das Jersey der schwedischen Nationalmannschaft. Mit der Landesauswahl nahm er an der Weltmeisterschaft 1978 teil.

### Trainerkarriere
1982 übernahm Nordin sein erstes Engagement als Trainer und betreute bis 1984 Västra Frölunda IF. 1985 ging er nach Norwegen, um Vålerenga IF zu trainieren.
Ein Jahr später beendete er die Arbeit dort, um die schwedische Nationalmannschaft zu übernehmen. Diese führte er nach zwölf Jahren Abstinenz wieder zu einem großen Turnier, in der Qualifikation wurde sogar vor England der erste Platz belegt. Nach der Weltmeisterschaft 1990, bei der nach drei Niederlagen der letzte Platz in der Gruppenphase eingenommen wurde, wurde er vom schwedischen Verband gefeuert und zunächst durch Nils Andersson ersetzt.
1991 kehrte er zu Vålerenga IF zurück. 1994 folgte ein Engagement bei Lyn Oslo, ehe er 1996 nach Saudi-Arabien ging. 1997 kehrte er in die Allsvenskan zurück und übernahm den Trainerposten bei IFK Norrköping, wo er einst selber spielte. Bis 2000 war er im Amt und ging anschließend zu AIK Solna. 2002 beendete er seine Arbeit wegen gesundheitlicher Probleme vorzeitig. Nach einer Pause wurde er von Jönköpings Södra IF angestellt, die er zurzeit betreut.
Parallel zu seiner Tätigkeit als Trainer ist er für den schwedischen Fernsehsender Kanal 5 als Experte tätig.
| Personendaten    | Personendaten                            |
| ---------------- | ---------------------------------------- |
| NAME             | Nordin, Olle                             |
| KURZBESCHREIBUNG | schwedischer Fußballspieler und -trainer |
| GEBURTSDATUM     | 23. November 1949                        |
| GEBURTSORT       | Delary, Småland, Schweden                |